# نامیکی سوسوکه
نامیکی سوسوکه، نامیکی سنریو ژاپنی: 並木宗輔؛ 1695 – c. ۱۷۵۱) نویسنده، و نمایش‌نامه‌نویس اهل ژاپن بود.